# Tom Araya
Tomás Enrique „Tom” Araya Díaz (Viña del Mar, Chile, 1961. június 6. –) amerikai zenész, a Slayer nevű thrash metal együttes énekes-basszusgitárosa.
A  Hit Parader magazin 100-as listájának 58. helyén áll mint minden idők 100 legjobb metálénekese.

## Élete
Tom Araya Chilében született, 5 éves korában költöztek az Amerikai Egyesült Államokba,  Maywoodba (Kalifornia). Bátyja, Cisco hatására kezdett gitározni, idősebbik bátyjának, Johnnynak – aki a Slayerben roadkodik – a mai napig aktív melankolikus death metal bandája van.
1981-ben Kerry King megkörnyékezte, így lett tagja a Slayernek.
Gyakorló katolikus. Amikor egy interjúban felvetették, hogy a vallása és a Slayer nézetei között némi ellentmondás áll fenn, azt válaszolta, hogy "Nem okoz zavart az, hogy hiszek és ahogy érzek... Azok az emberek, akik hitét megrázza egy képregény, egy könyv vagy egy Slayer dal, nem lehetnek jó formában"
Amikor a Slayer sátánista megítéléséről van szó, csak annyit mond: "Ja, az az egyik legnagyobb félreértés velünk kapcsolatban, de ehhez hozzátenném, hogy mindannyian normálisak vagyunk." Amikor Kerry King egy jó dalt ír, Araya félreteszi a hitét, mint mondja "Én nem az az ember vagyunk, aki ilyenkor elmegy, mert 'Ez ellentmond a vallásomnak, úgyhogy totál gáz'. Inkább azt mondom, 'Ez egy jó cucc, ettől be fognak hugyozni'"
Megnősült, két gyermek édesapja: Ariel Asa Araya (1996. május 11.) és ifjabb Tomas Enrique Araya (1999. június 14.). Feleségével, Sandrával és gyermekeivel a  Texas állambeli Buffalóban élnek egy ranchen.

## Egyebek
Számos dalt írt a Slayer albumaira, emellett érdeklődése a sorozatgyilkosok iránt ihletként szolgált több dalhoz is, többek között a 213-hoz, amely Jeffrey Dahmerről szól, és a Dead Skin Maskhez, amely Ed Geinről.

## Fordítás
- Ez a szócikk részben vagy egészben  a   Tom Araya című angol Wikipédia-szócikk ezen változatának fordításán alapul.  Az eredeti cikk szerkesztőit annak laptörténete sorolja fel. Ez a jelzés csupán a megfogalmazás eredetét és a szerzői jogokat jelzi, nem szolgál a cikkben szereplő információk forrásmegjelöléseként.